# Список астероїдів (24501—24600)
| Назва              | Тимчасове позначення | Дата відкриття  | Місце відкриття          | Відкривач                                              |
| ------------------ | -------------------- | --------------- | ------------------------ | ------------------------------------------------------ |
| (24501) 2001 AN37  | 2001 AN37            | 5 січня 2001    | Сокорро (Нью-Мексико)    | LINEAR                                                 |
| (24502) 2001 AT38  | 2001 AT38            | 1 січня 2001    | Обсерваторія Кітт-Пік    | Spacewatch                                             |
| (24503) 2001 AJ42  | 2001 AJ42            | 3 січня 2001    | Станція Андерсон-Меса    | LONEOS                                                 |
| (24504) 2001 AD45  | 2001 AD45            | 15 січня 2001   | Обсерваторія Оїдзумі     | Такао Кобаяші                                          |
| (24505) 2001 BZ    | 2001 BZ              | 17 січня 2001   | Обсерваторія Оїдзумі     | Такао Кобаяші                                          |
| (24506) 2001 BS15  | 2001 BS15            | 21 січня 2001   | Обсерваторія Оїдзумі     | Такао Кобаяші                                          |
| (24507) 2001 BH18  | 2001 BH18            | 19 січня 2001   | Сокорро (Нью-Мексико)    | LINEAR                                                 |
| (24508) 2001 BL26  | 2001 BL26            | 20 січня 2001   | Сокорро (Нью-Мексико)    | LINEAR                                                 |
| 24509 Joycechai    | 2001 BT27            | 20 січня 2001   | Сокорро (Нью-Мексико)    | LINEAR                                                 |
| (24510) 2001 BY31  | 2001 BY31            | 20 січня 2001   | Сокорро (Нью-Мексико)    | LINEAR                                                 |
| (24511) 2001 BM33  | 2001 BM33            | 20 січня 2001   | Сокорро (Нью-Мексико)    | LINEAR                                                 |
| (24512) 2001 BK35  | 2001 BK35            | 20 січня 2001   | Сокорро (Нью-Мексико)    | LINEAR                                                 |
| (24513) 2001 BL35  | 2001 BL35            | 20 січня 2001   | Сокорро (Нью-Мексико)    | LINEAR                                                 |
| (24514) 2001 BB58  | 2001 BB58            | 21 січня 2001   | Сокорро (Нью-Мексико)    | LINEAR                                                 |
| (24515) 2001 BN58  | 2001 BN58            | 21 січня 2001   | Сокорро (Нью-Мексико)    | LINEAR                                                 |
| (24516) 2001 BB66  | 2001 BB66            | 26 січня 2001   | Сокорро (Нью-Мексико)    | LINEAR                                                 |
| 24517 Omattage     | 2001 BN71            | 29 січня 2001   | Сокорро (Нью-Мексико)    | LINEAR                                                 |
| (24518) 2001 BR76  | 2001 BR76            | 26 січня 2001   | Обсерваторія Кітт-Пік    | Spacewatch                                             |
| (24519) 2001 CH    | 2001 CH              | 1 лютого 2001   | Вішнянська обсерваторія  | Корадо Корлевіч                                        |
| 24520 Abramson     | 2001 CW1             | 1 лютого 2001   | Сокорро (Нью-Мексико)    | LINEAR                                                 |
| (24521) 2001 CZ1   | 2001 CZ1             | 1 лютого 2001   | Сокорро (Нью-Мексико)    | LINEAR                                                 |
| (24522) 2001 CO2   | 2001 CO2             | 1 лютого 2001   | Сокорро (Нью-Мексико)    | LINEAR                                                 |
| 24523 Sanaraoof    | 2001 CV3             | 1 лютого 2001   | Сокорро (Нью-Мексико)    | LINEAR                                                 |
| 24524 Kevinhawkins | 2001 CY3             | 1 лютого 2001   | Сокорро (Нью-Мексико)    | LINEAR                                                 |
| (24525) 2001 CS4   | 2001 CS4             | 1 лютого 2001   | Сокорро (Нью-Мексико)    | LINEAR                                                 |
| 24526 Desai        | 2001 CA5             | 1 лютого 2001   | Сокорро (Нью-Мексико)    | LINEAR                                                 |
| (24527) 2001 CA6   | 2001 CA6             | 1 лютого 2001   | Сокорро (Нью-Мексико)    | LINEAR                                                 |
| (24528) 2001 CP11  | 2001 CP11            | 1 лютого 2001   | Сокорро (Нью-Мексико)    | LINEAR                                                 |
| 24529 Urbach       | 2001 CW17            | 2 лютого 2001   | Сокорро (Нью-Мексико)    | LINEAR                                                 |
| (24530) 2001 CP18  | 2001 CP18            | 2 лютого 2001   | Сокорро (Нью-Мексико)    | LINEAR                                                 |
| (24531) 2001 CE21  | 2001 CE21            | 2 лютого 2001   | Сокорро (Нью-Мексико)    | LINEAR                                                 |
| (24532) 2001 CY21  | 2001 CY21            | 1 лютого 2001   | Станція Андерсон-Меса    | LONEOS                                                 |
| (24533) 2001 CR27  | 2001 CR27            | 2 лютого 2001   | Станція Андерсон-Меса    | LONEOS                                                 |
| (24534) 2001 CX27  | 2001 CX27            | 2 лютого 2001   | Станція Андерсон-Меса    | LONEOS                                                 |
| (24535) 2001 CA28  | 2001 CA28            | 2 лютого 2001   | Станція Андерсон-Меса    | LONEOS                                                 |
| (24536) 2001 CN33  | 2001 CN33            | 13 лютого 2001  | Сокорро (Нью-Мексико)    | LINEAR                                                 |
| (24537) 2001 CB35  | 2001 CB35            | 13 лютого 2001  | Сокорро (Нью-Мексико)    | LINEAR                                                 |
| 24538 Charliexie   | 2001 DM5             | 16 лютого 2001  | Сокорро (Нью-Мексико)    | LINEAR                                                 |
| (24539) 2001 DP5   | 2001 DP5             | 16 лютого 2001  | Сокорро (Нью-Мексико)    | LINEAR                                                 |
| (24540) 2001 DJ16  | 2001 DJ16            | 16 лютого 2001  | Сокорро (Нью-Мексико)    | LINEAR                                                 |
| 24541 Hangzou      | 2001 DO16            | 16 лютого 2001  | Сокорро (Нью-Мексико)    | LINEAR                                                 |
| (24542) 2001 DD17  | 2001 DD17            | 16 лютого 2001  | Сокорро (Нью-Мексико)    | LINEAR                                                 |
| (24543) 2001 DH19  | 2001 DH19            | 16 лютого 2001  | Сокорро (Нью-Мексико)    | LINEAR                                                 |
| (24544) 2001 DT19  | 2001 DT19            | 16 лютого 2001  | Сокорро (Нью-Мексико)    | LINEAR                                                 |
| (24545) 2001 DP25  | 2001 DP25            | 17 лютого 2001  | Сокорро (Нью-Мексико)    | LINEAR                                                 |
| 24546 Darnell      | 2001 DE35            | 19 лютого 2001  | Сокорро (Нью-Мексико)    | LINEAR                                                 |
| 24547 Stauber      | 2001 DV36            | 19 лютого 2001  | Сокорро (Нью-Мексико)    | LINEAR                                                 |
| 24548 Katieeverett | 2001 DW42            | 19 лютого 2001  | Сокорро (Нью-Мексико)    | LINEAR                                                 |
| 24549 Jaredgoodman | 2001 DB69            | 19 лютого 2001  | Сокорро (Нью-Мексико)    | LINEAR                                                 |
| (24550) 2001 DM71  | 2001 DM71            | 19 лютого 2001  | Сокорро (Нью-Мексико)    | LINEAR                                                 |
| (24551) 2048 P-L   | 2048 P-L             | 24 вересня 1960 | Паломарська обсерваторія | К. Й. ван Гаутен, І. ван Гаутен-Ґроневельд, Т. Герельс |
| (24552) 2226 P-L   | 2226 P-L             | 24 вересня 1960 | Паломарська обсерваторія | К. Й. ван Гаутен, І. ван Гаутен-Ґроневельд, Т. Герельс |
| (24553) 2590 P-L   | 2590 P-L             | 24 вересня 1960 | Паломарська обсерваторія | К. Й. ван Гаутен, І. ван Гаутен-Ґроневельд, Т. Герельс |
| (24554) 2608 P-L   | 2608 P-L             | 24 вересня 1960 | Паломарська обсерваторія | К. Й. ван Гаутен, І. ван Гаутен-Ґроневельд, Т. Герельс |
| (24555) 2839 P-L   | 2839 P-L             | 24 вересня 1960 | Паломарська обсерваторія | К. Й. ван Гаутен, І. ван Гаутен-Ґроневельд, Т. Герельс |
| (24556) 3514 P-L   | 3514 P-L             | 17 жовтня 1960  | Паломарська обсерваторія | К. Й. ван Гаутен, І. ван Гаутен-Ґроневельд, Т. Герельс |
| (24557) 3521 P-L   | 3521 P-L             | 17 жовтня 1960  | Паломарська обсерваторія | К. Й. ван Гаутен, І. ван Гаутен-Ґроневельд, Т. Герельс |
| (24558) 4037 P-L   | 4037 P-L             | 24 вересня 1960 | Паломарська обсерваторія | К. Й. ван Гаутен, І. ван Гаутен-Ґроневельд, Т. Герельс |
| (24559) 4148 P-L   | 4148 P-L             | 24 вересня 1960 | Паломарська обсерваторія | К. Й. ван Гаутен, І. ван Гаутен-Ґроневельд, Т. Герельс |
| (24560) 4517 P-L   | 4517 P-L             | 24 вересня 1960 | Паломарська обсерваторія | К. Й. ван Гаутен, І. ван Гаутен-Ґроневельд, Т. Герельс |
| (24561) 4646 P-L   | 4646 P-L             | 24 вересня 1960 | Паломарська обсерваторія | К. Й. ван Гаутен, І. ван Гаутен-Ґроневельд, Т. Герельс |
| (24562) 4647 P-L   | 4647 P-L             | 24 вересня 1960 | Паломарська обсерваторія | К. Й. ван Гаутен, І. ван Гаутен-Ґроневельд, Т. Герельс |
| (24563) 4858 P-L   | 4858 P-L             | 24 вересня 1960 | Паломарська обсерваторія | К. Й. ван Гаутен, І. ван Гаутен-Ґроневельд, Т. Герельс |
| (24564) 6056 P-L   | 6056 P-L             | 24 вересня 1960 | Паломарська обсерваторія | К. Й. ван Гаутен, І. ван Гаутен-Ґроневельд, Т. Герельс |
| (24565) 6577 P-L   | 6577 P-L             | 24 вересня 1960 | Паломарська обсерваторія | К. Й. ван Гаутен, І. ван Гаутен-Ґроневельд, Т. Герельс |
| (24566) 6777 P-L   | 6777 P-L             | 24 вересня 1960 | Паломарська обсерваторія | К. Й. ван Гаутен, І. ван Гаутен-Ґроневельд, Т. Герельс |
| (24567) 6790 P-L   | 6790 P-L             | 24 вересня 1960 | Паломарська обсерваторія | К. Й. ван Гаутен, І. ван Гаутен-Ґроневельд, Т. Герельс |
| (24568) 6794 P-L   | 6794 P-L             | 24 вересня 1960 | Паломарська обсерваторія | К. Й. ван Гаутен, І. ван Гаутен-Ґроневельд, Т. Герельс |
| (24569) 9609 P-L   | 9609 P-L             | 24 вересня 1960 | Паломарська обсерваторія | К. Й. ван Гаутен, І. ван Гаутен-Ґроневельд, Т. Герельс |
| (24570) 2153 T-1   | 2153 T-1             | 25 березня 1971 | Паломарська обсерваторія | К. Й. ван Гаутен, І. ван Гаутен-Ґроневельд, Т. Герельс |
| (24571) 2179 T-1   | 2179 T-1             | 25 березня 1971 | Паломарська обсерваторія | К. Й. ван Гаутен, І. ван Гаутен-Ґроневельд, Т. Герельс |
| (24572) 2221 T-1   | 2221 T-1             | 25 березня 1971 | Паломарська обсерваторія | К. Й. ван Гаутен, І. ван Гаутен-Ґроневельд, Т. Герельс |
| (24573) 2237 T-1   | 2237 T-1             | 25 березня 1971 | Паломарська обсерваторія | К. Й. ван Гаутен, І. ван Гаутен-Ґроневельд, Т. Герельс |
| (24574) 3312 T-1   | 3312 T-1             | 26 березня 1971 | Паломарська обсерваторія | К. Й. ван Гаутен, І. ван Гаутен-Ґроневельд, Т. Герельс |
| (24575) 3314 T-1   | 3314 T-1             | 26 березня 1971 | Паломарська обсерваторія | К. Й. ван Гаутен, І. ван Гаутен-Ґроневельд, Т. Герельс |
| (24576) 4406 T-1   | 4406 T-1             | 26 березня 1971 | Паломарська обсерваторія | К. Й. ван Гаутен, І. ван Гаутен-Ґроневельд, Т. Герельс |
| (24577) 4841 T-1   | 4841 T-1             | 13 травня 1971  | Паломарська обсерваторія | К. Й. ван Гаутен, І. ван Гаутен-Ґроневельд, Т. Герельс |
| (24578) 1036 T-2   | 1036 T-2             | 29 вересня 1973 | Паломарська обсерваторія | К. Й. ван Гаутен, І. ван Гаутен-Ґроневельд, Т. Герельс |
| (24579) 1320 T-2   | 1320 T-2             | 29 вересня 1973 | Паломарська обсерваторія | К. Й. ван Гаутен, І. ван Гаутен-Ґроневельд, Т. Герельс |
| (24580) 1414 T-2   | 1414 T-2             | 30 вересня 1973 | Паломарська обсерваторія | К. Й. ван Гаутен, І. ван Гаутен-Ґроневельд, Т. Герельс |
| (24581) 1474 T-2   | 1474 T-2             | 30 вересня 1973 | Паломарська обсерваторія | К. Й. ван Гаутен, І. ван Гаутен-Ґроневельд, Т. Герельс |
| (24582) 2085 T-2   | 2085 T-2             | 29 вересня 1973 | Паломарська обсерваторія | К. Й. ван Гаутен, І. ван Гаутен-Ґроневельд, Т. Герельс |
| (24583) 2197 T-2   | 2197 T-2             | 29 вересня 1973 | Паломарська обсерваторія | К. Й. ван Гаутен, І. ван Гаутен-Ґроневельд, Т. Герельс |
| (24584) 3256 T-2   | 3256 T-2             | 30 вересня 1973 | Паломарська обсерваторія | К. Й. ван Гаутен, І. ван Гаутен-Ґроневельд, Т. Герельс |
| (24585) 4201 T-2   | 4201 T-2             | 29 вересня 1973 | Паломарська обсерваторія | К. Й. ван Гаутен, І. ван Гаутен-Ґроневельд, Т. Герельс |
| (24586) 4230 T-2   | 4230 T-2             | 29 вересня 1973 | Паломарська обсерваторія | К. Й. ван Гаутен, І. ван Гаутен-Ґроневельд, Т. Герельс |
| 24587 Kapaneus     | 4613 T-2             | 30 вересня 1973 | Паломарська обсерваторія | К. Й. ван Гаутен, І. ван Гаутен-Ґроневельд, Т. Герельс |
| (24588) 4733 T-2   | 4733 T-2             | 30 вересня 1973 | Паломарська обсерваторія | К. Й. ван Гаутен, І. ван Гаутен-Ґроневельд, Т. Герельс |
| (24589) 5128 T-2   | 5128 T-2             | 25 вересня 1973 | Паломарська обсерваторія | К. Й. ван Гаутен, І. ван Гаутен-Ґроневельд, Т. Герельс |
| (24590) 1156 T-3   | 1156 T-3             | 17 жовтня 1977  | Паломарська обсерваторія | К. Й. ван Гаутен, І. ван Гаутен-Ґроневельд, Т. Герельс |
| (24591) 2139 T-3   | 2139 T-3             | 16 жовтня 1977  | Паломарська обсерваторія | К. Й. ван Гаутен, І. ван Гаутен-Ґроневельд, Т. Герельс |
| (24592) 3039 T-3   | 3039 T-3             | 16 жовтня 1977  | Паломарська обсерваторія | К. Й. ван Гаутен, І. ван Гаутен-Ґроневельд, Т. Герельс |
| (24593) 3041 T-3   | 3041 T-3             | 16 жовтня 1977  | Паломарська обсерваторія | К. Й. ван Гаутен, І. ван Гаутен-Ґроневельд, Т. Герельс |
| (24594) 3138 T-3   | 3138 T-3             | 16 жовтня 1977  | Паломарська обсерваторія | К. Й. ван Гаутен, І. ван Гаутен-Ґроневельд, Т. Герельс |
| (24595) 3230 T-3   | 3230 T-3             | 16 жовтня 1977  | Паломарська обсерваторія | К. Й. ван Гаутен, І. ван Гаутен-Ґроневельд, Т. Герельс |
| (24596) 3574 T-3   | 3574 T-3             | 12 жовтня 1977  | Паломарська обсерваторія | К. Й. ван Гаутен, І. ван Гаутен-Ґроневельд, Т. Герельс |
| (24597) 4292 T-3   | 4292 T-3             | 16 жовтня 1977  | Паломарська обсерваторія | К. Й. ван Гаутен, І. ван Гаутен-Ґроневельд, Т. Герельс |
| (24598) 4366 T-3   | 4366 T-3             | 16 жовтня 1977  | Паломарська обсерваторія | К. Й. ван Гаутен, І. ван Гаутен-Ґроневельд, Т. Герельс |
| (24599) 5099 T-3   | 5099 T-3             | 16 жовтня 1977  | Паломарська обсерваторія | К. Й. ван Гаутен, І. ван Гаутен-Ґроневельд, Т. Герельс |
| (24600) 1971 UQ    | 1971 UQ              | 26 жовтня 1971  | Гамбурзька обсерваторія  | Любош Когоутек                                         |

| ← Астероїди 20001—30000 → |             |             |             |             |             |             |             |             |             |
| 20001—20100               | 21001—21100 | 22001—22100 | 23001—23100 | 24001—24100 | 25001—25100 | 26001—26100 | 27001—27100 | 28001—28100 | 29001—29100 |
| 20101—20200               | 21101—21200 | 22101—22200 | 23101—23200 | 24101—24200 | 25101—25200 | 26101—26200 | 27101—27200 | 28101—28200 | 29101—29200 |
| 20201—20300               | 21201—21300 | 22201—22300 | 23201—23300 | 24201—24300 | 25201—25300 | 26201—26300 | 27201—27300 | 28201—28300 | 29201—29300 |
| 20301—20400               | 21301—21400 | 22301—22400 | 23301—23400 | 24301—24400 | 25301—25400 | 26301—26400 | 27301—27400 | 28301—28400 | 29301—29400 |
| 20401—20500               | 21401—21500 | 22401—22500 | 23401—23500 | 24401—24500 | 25401—25500 | 26401—26500 | 27401—27500 | 28401—28500 | 29401—29500 |
| 20501—20600               | 21501—21600 | 22501—22600 | 23501—23600 | 24501—24600 | 25501—25600 | 26501—26600 | 27501—27600 | 28501—28600 | 29501—29600 |
| 20601—20700               | 21601—21700 | 22601—22700 | 23601—23700 | 24601—24700 | 25601—25700 | 26601—26700 | 27601—27700 | 28601—28700 | 29601—29700 |
| 20701—20800               | 21701—21800 | 22701—22800 | 23701—23800 | 24701—24800 | 25701—25800 | 26701—26800 | 27701—27800 | 28701—28800 | 29701—29800 |
| 20801—20900               | 21801—21900 | 22801—22900 | 23801—23900 | 24801—24900 | 25801—25900 | 26801—26900 | 27801—27900 | 28801—28900 | 29801—29900 |
| 20901—21000               | 21901—22000 | 22901—23000 | 23901—24000 | 24901—25000 | 25901—26000 | 26901—27000 | 27901—28000 | 28901—29000 | 29901—30000 |